# Stelzenwanzen
Die Stelzenwanzen (Berytidae) sind eine Familie der Wanzen aus der Teilordnung Pentatomomorpha. Die Stelzenwanzen treten in allen großen zoogeographischen Regionen auf. Es sind etwa 170 Arten in ungefähr 36 Gattungen bekannt. In Europa kommen 30 Arten vor.

## Merkmale
Die Tiere werden 2,5 bis 11 Millimeter lang und haben in der Regel einen langgestreckten und schlanken Körperbau, mit dünnen Beinen und Fühlern. Viele Arten sehen auf den ersten Blick wie Teichläufer (Hydrometridae) oder Raubwanzenarten der Unterfamilie Emesinae aus. Von letzteren kann man sie auf Grund ihrer fehlenden Fangbeine leicht unterscheiden. Die meisten Stelzenwanzen sind matt gelblich oder rötlich braun gefärbt und tragen keine Fortsätze oder ähnliches. Manche Arten haben jedoch bizarr geformte Dornen und Ausstülpungen am Körper. Der apikale Teil der Schenkel (Femora) und das erste Glied der Fühler sind häufig keulenförmig verdickt.
Der Kopf der Wanzen ist nahezu kugelig, wobei die Stirnplatte (Clypeus) häufig nach vorn gezogen ist. Die Fühler liegen oberhalb einer gedachten Linie auf Höhe der Mitte der Facettenaugen und haben zurückgebildete Tuberkel. Ihr viertes Glied ist in der Regel kurz und etwas verdickt. Auch die distalen Enden der Schenkel (Femora) sind verdickt. Das Schildchen (Scutellum) ist nach hinten hin zugespitzt. Das Peritrema (die vorragende Öffnung der Stigmen) der Duftdrüse des Metathorax ist in der Regel charakteristisch hervortretend und häufig ohrförmig oder zu einem langgestreckten Dorn ausgezogen. Das Corium der Hemielytren ist normalerweise zum Teil nicht sklerotisiert. Die Stigmen des Hinterleibs befinden sich alle auf der Rückenseite (dorsal). Die Imagines haben normalerweise drei (manchmal auch nur zwei) Trichobothrien am dritten Sternum des Hinterleibs. Außerdem sind die Mediotergite am Hinterleib verwachsen. Bei den Nymphen liegen die Öffnungen der Duftdrüsen am Hinterleib zwischen dem dritten bis fünften oder nur zwischen dem dritten und vierten Tergit. Die Nymphen haben in der Regel Härchen (Setae) an den Drüsen. Der Legebohrer (Ovipositor) der Weibchen ist zurückgebildet. Das siebente Sternum ist bei den Weibchen ganz. Der apikale, birnenförmige Teil der Spermatheca ist groß und eiförmig. Der distale Teil der Spermatheka, der einem Pumpenflansch ähnelt, ist gut entwickelt, der proximale Teil ist zurückgebildet oder fehlt.
Die Form der Peritremata am Metathorax, die langgestreckten und schlanken Körperanhängsel und insbesondere die Setae an den Drüsen bei den Nymphen finden sich nur selten oder gar nicht bei anderen Gruppen der Wanzen.

## Lebensweise
Die Wanzen bewegen sich nur langsam. Stört man sie, legen sie ihre Extremitäten eng an den Körper an und stellen sich tot. Die Tiere ernähren sich überwiegend von Pflanzen und leben auf diesen. Viele Arten bevorzugen dabei Pflanzen mit klebrigem Drüsenhaarsekret, an dem die Tiere auch saugen. Dies betrifft insbesondere die Familien der Storchschnabelgewächse (Geraniaceae), Nachtkerzengewächse (Onagraceae), Braunwurzgewächse (Scrophulariaceae) und Nachtschattengewächse (Solanaceae). Manche Arten leben aber auch geophil am Erdboden. Mehrere Arten der Gattung Jalysus, Neides und Berytinus leben aber zumindest teilweise räuberisch, beispielsweise von Blattläusen. Andere Arten ernähren sich saprophag von toten organischen Substanzen.

## Taxonomie und Systematik
Die Stelzenwanzen wurden im Laufe ihrer taxonomischen Erforschung als eigenständige Familie (wie aktuell), aber auch als Unterfamilie der Randwanzen (Coreidae) und der Bodenwanzen (Lygaeidae), bzw. als Tribus der Bodenwanzen in der Unterfamilie Cyminae angesehen. Lange Zeit betrachtete man die Gruppe als mit einigen Untergruppen der Bodenwanzen (insbesondere der Unterfamilie Cyminae) als nahe verwandt. Diese Unterfamilie wurde sogar von Southwood & Leston (1954) in die Familie Berytidae integriert, was jedoch später als fehlerhaft erkannt wurde, da sich viele gemeinsame Merkmale offenbar parallel entwickelten.
Nach Henry (1997) sind die Colobathristidae die Schwestergruppe der Familie, die anhand von 82 morphologischen Merkmalen in folgende monophyletische Unterfamilien und Tribus unterteilt:
- Unterfamilie Berytinae (vor allem östliche Hemisphäre)
  - Tribus Berytini (11 Gattungen, 24 Arten; eine Gattung USA, ansonsten Alte Welt)
  - Tribus Berytinini (1 Gattung, 12 Arten; Paläarktis)
- Unterfamilie Gampsocorinae
  - Tribus Gampsocorini (4 Gattungen, 21 Arten; östliche Hemisphäre)
  - Tribus Hoplinini (8 Gattungen 33 Arten; westliche Hemisphäre)
- Unterfamilie Metacanthinae
  - Tribus Metacanthini (11 Gattungen, 70 Arten; weltweit, vor allem aber östliche Hemisphäre)
  - Tribus Metatropini (1 Gattung, 12 Arten; China und Korea)

In Europa treten folgende Arten auf:
- Apoplymus pectoralis Fieber, 1859
- Berytinus clavipes (Fabricius, 1775)
- Berytinus hirticornis (Brullé, 1836)
- Berytinus minor (Herrich-Schäffer, 1835)
- Berytinus biclavatus (Geoffroy, 1785)
- Berytinus consimilis (Horvath, 1885)
- Berytinus crassipes (Herrich-Schäffer, 1835)
- Berytinus distinguendus (Ferrari, 1874)
- Berytinus geniculatus (Horvath, 1885)
- Berytinus montivagus (Meyer-Dür, 1841)
- Berytinus setipennis (Saunders, 1876)
- Berytinus signoreti (Fieber, 1859)
- Berytinus strangulatus (Rey, 1888)
- Berytinus striola (Ferrari, 1874)
- Gampsocoris culicinus Seidenstucker, 1948
- Gampsocoris enslini Seidenstucker, 1953
- Gampsocoris gatai Günther, 1997
- Gampsocoris gomeranus Wagner, 1965
- Gampsocoris lilianae Josifov, 1958
- Gampsocoris panorminus Seidenstucker, 1965
- Gampsocoris punctipes (Germar, 1822)
- Metacanthus annulosus (Fieber, 1859)
- Metacanthus lineatus (Jakovlev, 1875)
- Metacanthus maghrebinus Pericart, 1977
- Metacanthus meridionalis (A. Costa, 1843)
- Metatropis rufescens (Herrich-Schäffer, 1835)
- Neides aduncus Fieber, 1859
- Neides brevipennis Puton, 1895
- Neides gomeranus Heiss, 1978
- Neides tipularius (Linnaeus, 1758)

## Belege